# Episodi di Lock-Up (prima stagione)
La prima stagione della serie televisiva Lock-Up è andata in onda negli Stati Uniti dal 26 settembre 1959 al 18 giugno 1960 in syndication.
| nº | Titolo originale                                          | Prima TV USA      |
| -- | --------------------------------------------------------- | ----------------- |
| 1  | Stakeout                                                  | 26 settembre 1959 |
| 2  | The Harry Connors Story                                   | 3 ottobre 1959    |
| 3  | Change of Heart                                           | 10 ottobre 1959   |
| 4  | The Failure                                               | 17 ottobre 1959   |
| 5  | End of the World                                          | 25 ottobre 1959   |
| 6  | Shadow of a Giant                                         | 31 ottobre 1959   |
| 7  | Presumption of Guilt                                      | 7 novembre 1959   |
| 8  | The Angry Men                                             | 14 novembre 1959  |
| 9  | Writ of Terror                                            | 21 novembre 1959  |
| 10 | Music to Murder By                                        | 28 novembre 1959  |
| 11 | With Malice for One                                       | 5 dicembre 1959   |
| 12 | Framed Ex-Con                                             | 12 dicembre 1959  |
| 13 | Death in the Streets                                      | 19 dicembre 1959  |
| 14 | The Drop                                                  | 26 dicembre 1959  |
| 15 | The Manly Art of Murder                                   | 2 gennaio 1960    |
| 16 | A Reputation                                              | 9 gennaio 1960    |
| 17 | His Father's Footsteps                                    | 16 gennaio 1960   |
| 18 | The Case of Corporal Newman                               | 23 gennaio 1960   |
| 19 | Never Bet the Odds                                        | 30 gennaio 1960   |
| 20 | Morality and the Shield (a.k.a. The Case of Frank Crotty) | 6 febbraio 1960   |
| 21 | Dead Man's Shoes                                          | 13 febbraio 1960  |
| 22 | Strange Summons                                           | 20 febbraio 1960  |
| 23 | Murder Plays it Cool                                      | 27 febbraio 1960  |
| 24 | Election Night                                            | 5 marzo 1960      |
| 25 | Poker Club                                                | 12 marzo 1960     |
| 26 | The Trigger                                               | 19 marzo 1960     |
| 27 | Murder is a Gamble                                        | 26 marzo 1960     |
| 28 | Death and Taxes                                           | 2 aprile 1960     |
| 29 | The Locket                                                | 9 aprile 1960     |
| 30 | The Trouble Cop                                           | 16 aprile 1960    |
| 31 | First Prize for Murder                                    | 23 aprile 1960    |
| 32 | The Frame (a.k.a. The Case of Lt. Weston)                 | 30 aprile 1960    |
| 33 | Society Matron                                            | 7 maggio 1960     |
| 34 | Last Chance                                               | 14 maggio 1960    |
| 35 | Mind Over Murder                                          | 21 maggio 1960    |
| 36 | So Shall Ye Reap                                          | 28 maggio 1960    |
| 37 | Sentenced to Die                                          | 4 giugno 1960     |
| 38 | Voice of Doom                                             | 11 giugno 1960    |
| 39 | The Blood Red Ruby                                        | 18 giugno 1960    |

## Stakeout
- Prima televisiva: 26 settembre 1959
- Diretto da: Henry Kesler
- Scritto da: Gene L. Coon

### Trama
- Guest star: Hal Auerbach (Hal Auerbach), Peter Dane, Charles Davis (Thompson), Rosemary Day, Diane DeLaire, Leo Gordon (Ed Sparks), Neil Grant (Harold Stern), Jack Hogan (Robert Arnold), Peggy Knudsen (Margie Cleaver), Byron Morrow (detective), Joel Riordan, Barry Russo (George Gault), Walter Stocker, Vic Tayback (Mr. Malloy), Chuck Webster

## The Harry Connors Story
- Prima televisiva: 3 ottobre 1959
- Diretto da: Paul Guilfoyle
- Scritto da: Charles Larson

### Trama
- Guest star: Robert Gist (Wayne Powell), Robert Conrad (Harry Connors), Charles Maxwell (Red Dawes), Richard Benedict (Joe Torrance), Joyce Taylor (Elaine Connors), Jack Edwards (George Kemp), Harry Clexx (poliziotto), George Becwar (rappresentante giuria), Joel Lawrence (giudice), Joe McGuinn (guardia notturna

## Change of Heart
- Prima televisiva: 10 ottobre 1959
- Diretto da: Robert Florey
- Scritto da: Charles Larson

### Trama
- Guest star: Marshall Bradford (dottor Phillips), Dyan Cannon, Ellen Corby (Mrs. Cathrey), Mauritz Hugo (dottor Flynn), Chester Marshall (Tom Sheppard), Mike Ragan (Jake Ryan), Addison Richards (Norman Winfield), Joyce Taylor (Eileen Winfield)

## The Failure
- Prima televisiva: 17 ottobre 1959

### Trama
- Guest star: John Baxter, John Close, Ross Elliott, Gordon Mills, Tracey Roberts, Karl Swenson (Ed Reed), Joan Tompkins, Harlan Warde (Charlie Parker), Cece Whitney (Georgia Mayhew)

## End of the World
- Prima televisiva: 25 ottobre 1959
- Diretto da: Henry Kesler
- Scritto da: Guy De Vry

### Trama
- Guest star: Ric Roman (Eddie), William Bryant (Bronson), Nancy Gates (Stella)

## Shadow of a Giant
- Prima televisiva: 31 ottobre 1959

### Trama
- Guest star: Rosemary Day (Susan Cole), John Hedloe, Larry Hudson, John McCann, Michael Miller, Gar Moore (Frank Richards), Jay Novello (Johnny Nelson), Dennis O'Flaherty, Quinn K. Redeker, Mark Tobin, Lee Warren

## Presumption of Guilt
- Prima televisiva: 7 novembre 1959
- Diretto da: Henry Kesler
- Scritto da: Donn Mullally

### Trama
- Guest star: Peter Leeds, Jean Pauling, Lew Hendry, Babette Bentley, Steven Ritch, Dayton Lummis, Whit Bissell, Jack Hogan (Ron Davis)

## The Angry Men
- Prima televisiva: 14 novembre 1959

### Trama
- Guest star: Paul Lambert (Rex Marsden), Myron Healey (Rock Maloney), Kasey Rogers (Mrs. Bea Maloney), Charles Davis (Alfred Carew), Jack Mann (pubblico ministero), John Ayres (Considine), Maurice Meyer (caposquadra), Bill Lane, Frank Warren

## Writ of Terror
- Prima televisiva: 21 novembre 1959

### Trama
- Guest star: Mike Bradford (Hal), Dick Geary, Joan Granville (Miss Brant), James Griffith (Roy Fuller), Raymond Largay, Jackie Lee, Anne Neyland (Anne), Harry Dean Stanton (Tommy Fuller)

## Music to Murder By
- Prima televisiva: 28 novembre 1959
- Diretto da: Henry Kesler
- Soggetto di: Alexander Richards, Stanley H. Silverman, Stan Cutler

### Trama
- Guest star: John Doucette (Jim Weston), June Blair (Loraine Michaels), Arthur Batanides (Harry Williams), Sherwood Price (Mr. Lewis)

## With Malice for One
- Prima televisiva: 5 dicembre 1959
- Diretto da: Eddie Davis
- Scritto da: Stanley H. Silverman

### Trama
- Guest star: Jack Reitzen, Carlyle Mitchell, Kenneth Alton, Robert Lynn, Ted Jacques, Jan Arvan (Anton Luca), Guy Prescott (Sam Foster), Kort Falkenberg (Stefan Kazner)

## Framed Ex-Con
- Prima televisiva: 12 dicembre 1959
- Diretto da: Dane Clark
- Scritto da: Lee Berg

### Trama
- Guest star: Robert Gothie (Frank Harbach), Miranda Jones (Cindy Harbach), Gavin MacLeod (Nick Mason), Richard Reeves (Joe Williams)

## Death in the Streets
- Prima televisiva: 19 dicembre 1959
- Diretto da: Eddie Davis
- Scritto da: George Fass, Gertrude Fass

### Trama
- Guest star: Kenneth Alton, William Bakewell, Barbara Banning (Miss Burton), John Brinkley (Steven Lloyd), Ken Clark (Chris), Joseph Crehan (Dean Trapnell), George Eldredge (Prof. Daniel Taylor Lloyd), Ralph Manza (Cappy), Paul Sorenson

## The Drop
- Prima televisiva: 26 dicembre 1959
- Diretto da: Dane Clark
- Scritto da: Marion Parsonnet

### Trama
- Guest star: Corey Allen (Tom Nelson), Joe Flynn (Ted Turner), Parley Baer (Wardman), H. E. West (ufficiale del rilascio sulla parola)

## The Manly Art of Murder
- Prima televisiva: 2 gennaio 1960
- Diretto da: Henry Kesler
- Scritto da: Irwin Lieberman, Richard Baer

### Trama
- Guest star: James Philbrook (Jimmy Stockton), Tom Brown (Art Davies), Helen Walker (Margaret Benedict)

## A Reputation
- Prima televisiva: 9 gennaio 1960
- Diretto da: Walter Doniger
- Scritto da: Stanley H. Silverman, Stan Cutler

### Trama
- Guest star: Henry Brandon (Johnny Kellso), Frank Woolfe (Len Snyder), Al Ruscio (Willy Clark)

## His Father's Footsteps
- Prima televisiva: 16 gennaio 1960
- Diretto da: Walter Doniger
- Scritto da: Bob Mitchell

### Trama
- Guest star: Joan Granville, Joey Faye, Paul Carr (Paul Reeves), Robert F. Simon (Martin Reeves), Millie Barrett, James Garde

## The Case of Corporal Newman
- Prima televisiva: 23 gennaio 1960
- Diretto da: Jack Herzberg
- Scritto da: Herbert Purdom

### Trama
- Guest star: Jean Carson, June Blair, Jeremy Slate (Blake Newman)

## Never Bet the Odds
- Prima televisiva: 30 gennaio 1960
- Diretto da: Henry Kesler
- Scritto da: Gene Lesser

### Trama
- Guest star: Holly Bane (Andy), Steve Warren (Tiger Roy), Charles Davis, Michael Keene, Patricia Manning

## Morality and the Shield (a.k.a. The Case of Frank Crotty)
- Prima televisiva: 6 febbraio 1960
- Diretto da: Otto Lang
- Scritto da: Tom Gries

### Trama
- Guest star: Joyce Meadows, Leonard Nimoy (Nino), James Drury (Frank Cothy)

## Dead Man's Shoes
- Prima televisiva: 13 febbraio 1960
- Diretto da: Henry Kesler
- Scritto da: Stanley H. Silverman

### Trama
- Guest star: Russell Arms (Jim Keller), Len Hendry, Edward Innes, Ted Knight (Fred Prescott), Dayton Lummis (George), Mariellen Smith, Helen Walker (Janice Horton)

## Strange Summons
- Prima televisiva: 20 febbraio 1960
- Diretto da: Jack Herzberg
- Scritto da: Meyer Dolinsky

### Trama
- Guest star: Steve Drexel (Fred Reynolds), Tyler McVey (Conrad Reece), Paula Raymond (Gloria Dallas), Frank Jenks (Charlie), Bill Hickman (ladro), Patricia Corrigan (barista), Cecile Rogers (guardarobiera), Michael Ford (Joe), Harry Tyler (prestatore su pegno), Kathie Browne (sergente Hines)

## Murder Plays it Cool
- Prima televisiva: 27 febbraio 1960
- Diretto da: Jack Herzberg
- Scritto da: Joel Rapp

### Trama
- Guest star: Dana Enlow, Martin Garralaga (Helzig Parker), John Gentry (Stan Collins), Joan Granville (Miss Brent), Larry Hudson, Ralph Taeger (Mike), Carol Thurston (Jenny Larson), Sally Todd

## Election Night
- Prima televisiva: 5 marzo 1960
- Diretto da: Jack Herzberg
- Scritto da: Jack Rock

### Trama
- Guest star: Jeanne Bates (Charlotte Lawrence), Phyllis Cole, Jack Haddock, Frank Harding, Raymond Largay, Allan Ray (Lawrence), Mike Steele (Eric Shilling), Richard Vath

## Poker Club
- Prima televisiva: 12 marzo 1960
- Scritto da: Philip Saltzman

### Trama
- Guest star: Cyril Delevanti, Carol Ohmart, John Vivyan (Tony Alden), John Carradine (James Carmi)

## The Trigger
- Prima televisiva: 19 marzo 1960
- Diretto da: Franklin Adreon
- Scritto da: Paul Franklin

### Trama
- Guest star: Douglas Kennedy, Barbara Collentine

## Murder is a Gamble
- Prima televisiva: 26 marzo 1960
- Diretto da: Jack Herzberg
- Scritto da: Robert Bloch

### Trama
- Guest star: John Archer (Mark), Helen Mowery (Elinor)

## Death and Taxes
- Prima televisiva: 2 aprile 1960
- Diretto da: Walter Doniger
- Scritto da: Robert Bloch

### Trama
- Guest star: Buddy Ebsen (Curly Simmons), L. Q. Jones (Tex)

## The Locket
- Prima televisiva: 9 aprile 1960
- Diretto da: Jack Herzberg
- Scritto da: Stuart Jerome

### Trama
- Guest star: Mary Gilson (Fran)

## The Trouble Cop
- Prima televisiva: 16 aprile 1960
- Diretto da: Franklin Adreon
- Scritto da: Anthony Spinner

### Trama
- Guest star: Frank Warren (Tank Stanley), Edson Stroll (Mike Jackson), Susan Dorn (Rita Gordon), Marc Platt

## First Prize for Murder
- Prima televisiva: 23 aprile 1960
- Diretto da: Walter Doniger
- Scritto da: Stuart Jerome

### Trama
- Guest star: Norman Sturgis (Biff), Anna Lisa (Anna Muller), Harry Bellaver, Bert Remsen (Brian Carter)

## The Frame (a.k.a. The Case of Lt. Weston)
- Prima televisiva: 30 aprile 1960
- Diretto da: Jack Herzberg
- Scritto da: Robert E. Thompson

### Trama
- Guest star: Johnny Seven (Breslow), Ken Drake (Swanson), Lyle Talbot (sceriffo Doan)

## Society Matron
- Prima televisiva: 7 maggio 1960
- Diretto da: Leon Chooluck
- Scritto da: Jack Rock

### Trama
- Guest star: Anna Lee (Mrs. Mitchell), Neil Hamilton (Mitchell), Richard Bakalyan (Spook)

## Last Chance
- Prima televisiva: 14 maggio 1960
- Diretto da: Franklin Adreon
- Scritto da: Jack Jacolis

### Trama
- Guest star: Lee Warren (Karl)

## Mind Over Murder
- Prima televisiva: 21 maggio 1960
- Diretto da: Jack Herzberg
- Scritto da: Meyer Dolinsky

### Trama
- Guest star: Wanda Hendrix (Ann Thomas), Douglas Dick (Brian Clark), John Eldredge (professore Whitehead)

## So Shall Ye Reap
- Prima televisiva: 28 maggio 1960
- Diretto da: William Conrad
- Scritto da: Sidney Morse

### Trama
- Guest star: Robert Christian, Olive Carey (Casey)

## Sentenced to Die
- Prima televisiva: 4 giugno 1960
- Diretto da: Otto Lang
- Scritto da: Robert J. Shaw

### Trama
- Guest star: Angie Dickinson (Betty Nelson), Jean Willes (Mrs. Walker), Peggy Maley (Verna)

## Voice of Doom
- Prima televisiva: 11 giugno 1960
- Diretto da: Jack Herzberg
- Scritto da: Robert Bloch

### Trama
- Guest star: Claudia Barrett (May), Steve Barclay (Doc Johnson), Joan Granville

## The Blood Red Ruby
- Prima televisiva: 18 giugno 1960
- Diretto da: Alan Crosland, Jr.
- Scritto da: Guy De Vry

### Trama
- Guest star: Howard Rodman (Tony van der Berg), Pamela Duncan (Gail van der Berg), John Hubbard (John van der Berg)